# Симон II де Бошан
Симон II де Бошан (англ. Simon de Beauchamp; около 1145 — 1206/1207) — английский землевладелец, феодальный барон Бедфорд с около 1155 года, кастелян Бедфордского замка, шериф Бедфордшира и Бакингемшира в 1194—1197 годах, сын Пейна де Бошана и Рохезы де Вер. Обладая достаточным богатством, он расширил доставшиеся ему владения. Кроме того, как и его предки, Симон был щедрым благотворителем церкви.

## Происхождение
Симон происходил из рода Бошанов из Бедфордшира. Его основателем был Гуго де Бошан, который перебрался в Англию после нормандского завоевания, получив обширные владения, в основном, в Бедфордшире, благодаря чему он стал феодальным бароном Бедфорда. Также под управлением Гуго оказался англосаксонский замок в Бедфорде, на месте которого позже была построена нормандская цитадель. Кроме того, Гуго де Бошан унаследовал должность шерифа. Его внуки, Миль и Пейн, в 1137 голу оспорили решение короля Стефана Блуаского о передаче наследства их дяди Симона I его дочери, на которой женился Гуго де Бомон. Спор окончательно был решён после того, как в 1154 году королём Англии стал Генрих II Плантагенет.
Миль детей не оставил, поэтому наследником владений Бошанов стал Пейн, женившийся около 1144 года на Рохезе де Вер, дочери Обри II де Вера, камергера королевского двора, вдове Жоффруа де Мандевиля, 1-го графа Эссекса. Благодаря этому браку возник союз между Бошанами и Мандевилями.

## Биография
Год рождения Симона в документах не упоминается. Скорее всего, он родился около 1145 года, поскольку совершеннолетним его признали в 1165/1166 году. Отец Симона умер около 1155 года. Поскольку наследник был несовершеннолетним, то его владениями до наступления совершеннолетия управляла мать.
Согласно протоколу дознания о доставшемся Симону наследстве в 1166 году, со своих владений он мог выставить около 45 рыцарей; кроме того, у него на службе находилось ещё 9 безземельных рыцарей.
В 1179/1180 году Симон по неизвестной причине был вынужден отдать Ги де Сен-Валери поместье Аспи и выплатить короне штраф.
Предки Симона пытались сделать должность кастеляна замка Бедфорд наследственной, однако для подтверждение права на эту должность Симону пришлось в 1189/1190 году заплатить короне 100 фунтов. Судя по сохранившейся в казначейских свитках информации он был достаточно богат: так в 1193/1194 году Бошан выплатил короне 20 марок за освобождение от похода в Нормандию и купил за 20 марок землю в Бедфорде. Кроме того, он заплатил 200 фунтов за то, чтобы получить должность шерифа Бедфордшира и Бакингемшира, которую занимал в 1194—1195 и 1196—1197 годах.
Как и его предки, Симон был щедрым благотворителем церкви. Около 1166 года он вместе с матерью участвовал в основании монастыря Ньюнхем. Основой для нового монастыря стала коллегиальная церковь Святого Павла в Бедфорде, которую преобразовали в августинский монастырь и перевели его в Ньюнхем. Позже он сделал ещё несколько дарений монастырю. Также он сделал несколько вкладов Уолденскому аббатству, монастырю Чиксендс и больнице Святого Иоанна в Бедфорде.

## Брак и дети
Жена: Изабелла (умерла до 1225), происхождение её неизвестно. Дети:
- Уильям I де Бошан из Бедфорда (умер в 1260), феодальный барон Бедфорд с 1206/1207[10][11].
- Хью II де Бошан[11].
- Симон де Бошан[11].
- Джеффри де Бошан (умер после 1157), рыцарь[12].